# Реакція Росії на російське вторгнення в Україну 2022 року

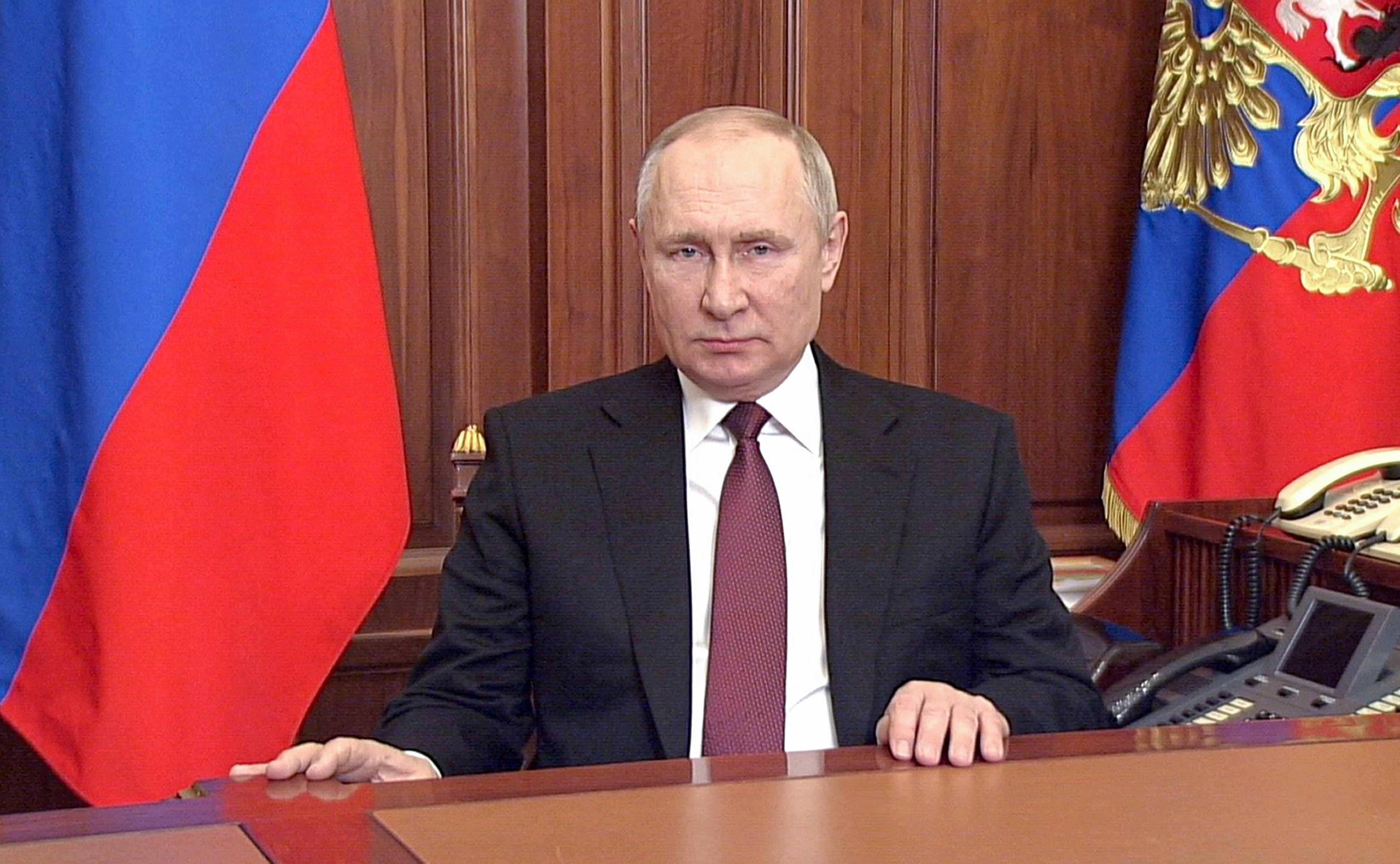
Володимир Путін під час звернення «Про проведення спеціальної військової операції»

### Прибічники війни
Прессекретар Кремля Дмитро Пєсков назвав воєнний напад Росії на Україну «спецоперацією», але ухилився від більшості запитань щодо її характеру та цілей у розмові з іноземними журналістами. Пізніше того ж дня він заявив, що Путін готовий провести з керівництвом України перемовини щодо її нейтрального статусу та відмови від розміщення озброєнь.
26 лютого «РИА Новости» помилково опублікувало статтю, заздалегідь підготовану до «повернення України», що мало, як здавалося Росії, відбутися цього дня. Статтю негайно видалили, однак її було збережено у Wayback Machine.
Міністерство закордонних справ Росії 10 березня повідомило, що Росія виходить із Ради Європи.
Патріарх Московський Кирило спочатку утримався від однозначних заяв, закликавши до «молитви про найскоріше відновлення миру», але на Прощену неділю 6 березня у своєму «первосвятительському слові» заявив про неприйняття Донбасом «так званих цінностей» ліберального світу з його «гей-парадами», після чого непрямим, хитросплетеним текстом виправдовував російське вторгнення во ім'я захисту цінностей традиційних. А 13 березня під час недільної служби в московському храмі Христа Спасителя передав так звану Серпневу ікону Божої Матері Віктору Золотову, очільнику Росгвардії — російського силового підрозділу, який бере участь у війні проти України. Митрополит Київський і всієї України Епіфаній осудив дії патріарха Російської православної церкви Кирила (Гундяєва), назвавши це духовним злочином.
Підтримка політики президента РФ Владіміра Путіна зросла з 69 % у січні до 82 % у квітні

### Противники війни

Біло-синьо-білий прапор — символ антивоєнних протестів у Росії, який пропонується як новий прапор для парламентської республіки

Попри широку підтримку російської агресії, деякі російські діячі та організації виступили з її осудженням. Наприкінці лютого понад 200 муніципальних депутатів Російської Федерації оприлюднили відкритий лист, в якому осудили збройну агресію Росії проти України. Депутати закликали росіян не брати участь в агресії та не схвалювати її. Осудили її також три депутати Держдуми Росії (які раніше підтримали визнання ДНР і ЛНР).
Співвласник «Альфа-Банку» олігарх Михайло Фрідман назвав війну в Україні трагедією і закликав припинити кровопролиття. Олігарх Олег Дерипаска також закликав припинити конфлікт, спровокований нападом президента Володимира Путіна на Україну. Російський чиновник і голова делегації на кліматичній конференції ООН Олег Анісімов на онлайн-засіданні, де брало участь 195 країн, вибачився за вторгнення Росії в Україну.
Створення Антивоєнного комітету Росії підписали Михайло Ходорковський, Гаррі Каспаров, Сергій Алексашенко, Сергій Гурієв, Юрій Пивоваров, Євген Кисельов, Володимир Кара-Мурза, Дмитро Гудков, Борис Зімін, Євген Чичваркін і Віктор Шендерович. Лідер російської опозиції Олексій Навальний, який перебуває в ув'язненні, закликав до щоденних протестів проти вторгнення Росії в Україну.
36 священнослужителів РПЦ виступили зі зверненням щодо припинення війни в Україні. Збір підписів під зверненням триває Священника Іоанна Бурдіна з с. Карабаново Костромської області, який у проповіді закликав до миру в Україні, а крім того, помістив на своєму сайті матеріали із засудженням російської агресії, заарештували. Заарештованого за доносом одного з парафіян клірика звинуватили в «дискредитації збройних сил» і притягли до відповідальності згідно зі статтею 20.3.3 КоАП, наклавши на нього штраф у розмірі 35 000 руб..
Частина виступів спрямована конкретно проти Володимира Путіна. Так, громадські та політичні діячі Дмитро Ратнер, Леонід Гозман та Російський молодіжний опозиційний рух «Весна» розпочали в березні кампанію за імпічмент В. Путіна. Бізнесмен Олександр Конанихін задля денацифікації Росії оголосив винагороду в розмірі $1 000 000 за голову Володимира Путіна.
Рада муніципальних депутатів московського округу «Ломоносівський» у вересні звернулася до президента Росії з вимогою піти у відставку з огляду на те, що його погляди та модель управління «безнадійно застаріли та перешкоджають розвитку Росії та її людського потенціалу». Петербурзькі муніципальні депутати округу «Смольнінське» звинуватили Володимира Путіна у держзраді через наслідки війни, протилежні обіцяним.